# Franz Ferdinand (banda)
Franz Ferdinand é uma banda de rock formada em 2002 em Glasgow, Escócia. A banda é formada por Alex Kapranos (vocal e guitarra), Bob Hardy (baixo), junto com Dino Bardot, Julian Corrie e Audrey Tait. Com influências da banda Talking Heads e outras da década de 1980, sem deixar de lado a pegada e ritmos dançantes do indie rock dos anos 2000, foi considerada uma das grandes revelações da cena musical no ano de 2004, tendo ganhado o Prêmio Mercury.

## Formação e primeiros anos: 2002-2003
Os membros do Franz Ferdinand tocaram em várias bandas durante os anos 1990 como The Karelia, The Yummy Fur, 10p Invaders e Embryo. Alex Kapranos e Paul Thomson tocaram juntos em Yummy Fur e, posteriormente, se uniram para escrever canções. Na mesma época, Kapranos ensinou seu amigo Robert Hardy como tocar baixo depois de comprar um baixo de um amigo. Kapranos se juntou ao guitarrista Nick McCarthy, que voltou à Escócia depois de estudar jazz na Alemanha, em 2001. O Engenheiro de Som do Franz Ferdinand é o mesmo desde o início da carreira da banda, e se chama Michael Parker.
Em maio de 2003, a banda assinou contrato com a gravadora Domino Records. A banda gravou um EP em que pretendiam libertar-se; entretanto, somente foi lançado pela Domino como Darts of Pleasure no final de 2003. A arte da capa foi desenhada por Thomson. Ele chegou a #43 no ranking do Reino Unido. A banda ganhou o "Phillip Hall Radar Award" no NME Awards de 2004, anunciado em novembro de 2003.

### Franz Ferdinand: 2004

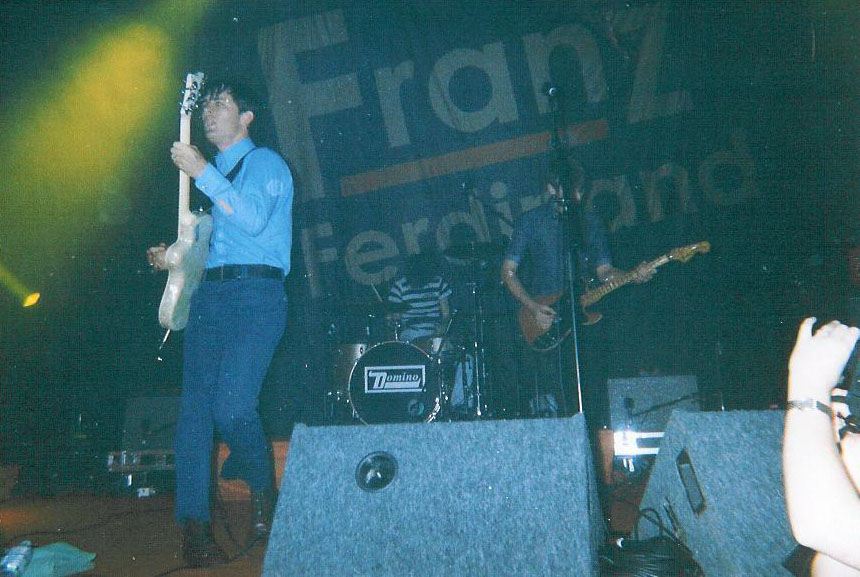
O grupo se apresentando em 2004 na turnê de divulgação do seu primeiro disco.

A banda mudou-se para Gula Studios, em Malmö, Suécia, com o produtor dos Cardigans Tore Johansson para gravar o seu álbum de estreia. Em janeiro de 2004, o single "Take Me Out" alcançou o 3.º lugar nas paradas britânicas. O álbum, Franz Ferdinand, foi lançado no começo de 2004, estreando em #3 na parada de álbuns britânica em fevereiro de 2004 e em 12º nas paradas australianas em abril de 2004. Após algumas turnês norte-americana e alta rotação do "Take Me Out" na MTV, o álbum finalmente alcançou 32 na Billboard 200 mais tarde, em 2004 e vendeu mais de um milhão de exemplares nos Estados Unidos. Franz Ferdinand recebeu uma crítica em geral positiva.
Em 7 de setembro de 2004, o álbum foi premiado com o Prêmio Mercury 2004. "Take Me Out" ganhou primeiro lugar na australiana Triple J Hottest 100 em 2004, ganhando mais do dobro dos votos em relação ao segundo lugar, com This Fire e The Dark Of The Matinee entrando em # 24 e # 50, respectivamente. Franz Ferdinand ganhou um Ivor Novello Award em 2004 e dois Brit Awards em 2005. A NME chamou o álbum Franz Ferdinand como o melhor de 2004, e colocou em 38.º lugar na lista dos 100 maiores álbuns da história. A banda se apresentou no Grammy Awards de 2005, quando eles tocaram "Take Me Out". a música também foi destaque no vídeo do jogo NHL 05, e do Guitar Hero onde alcançou a fama entre os jovens. O álbum já vendeu cerca de 3,6 milhões de cópias em todo o mundo.

### You Could Have It So Much Better: 2005-2006

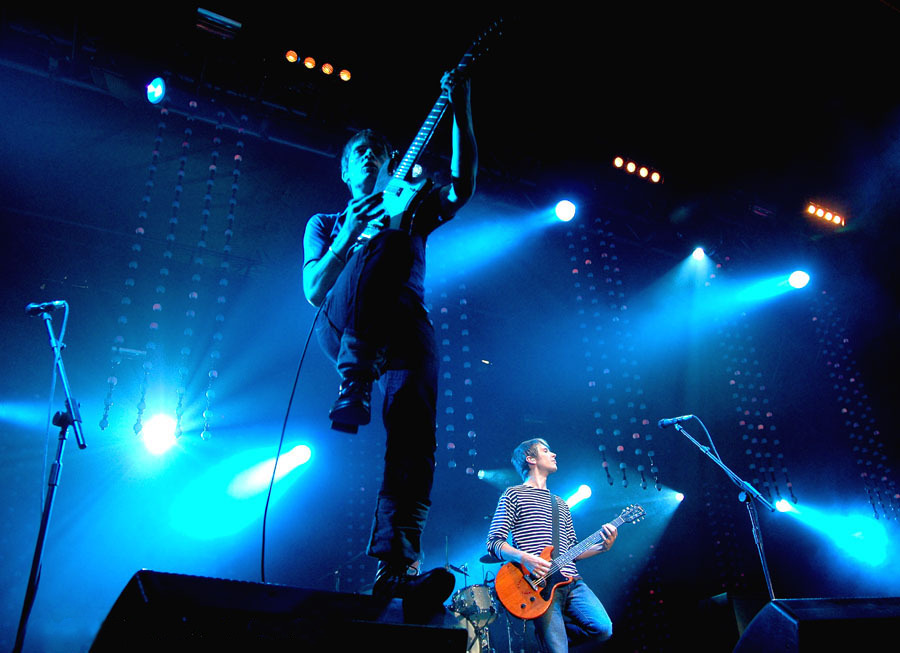
Franz Ferdinand se apresentando em 2006.

A banda passou grande parte de 2005 no estúdio, na Escócia, trabalhando em seu próximo álbum, You Could Have It So Much Better, ele que foi lançado em 3 de outubro de 2005. O desenho da capa do álbum foi inspirado no retrato de Alexander Rodchenko de 1924. Após a aclamação da crítica de sua estreia, resenhas do novo álbum eram mais polarizado, com alguma denúncias de que a gravação foi apressada. No entanto, foi bem recebido pela imprensa e visto como um álbum de igual ou melhor do que, seu primeiro pela maioria dos críticos. Ficou na 1.ª posição da UK Albums Chart e nos Estados Unidos na 8.ª. Para apoiar o álbum, quatro singles foram liberadas. Também está incluído um outro vídeo-clip só chamado "Wine in the Afternoon" que é o lado B de "Eleanor Put Your Boots On", e não foi também abordado no álbum, mas gravado na excursão em Michigan. Do You Want To ficou na 4ª posição das paradas britânicas e foi declarado pela Q o melhor single de 2005, enquanto Walk Away e The Fallen entrou no top 15 das paradas britânicas. O quarto e último single do segundo álbum, Eleanor Put Your Boots On chegou ao número 30.

### Tonight: Franz Ferdinand: 2007-2009
Em 26 de janeiro de 2009 a banda lançou seu terceiro álbum, Tonight: Franz Ferdinand, cuja gravação havia sido em Glasgow desde o Verão de 2007. Alex Kapranos afirmou que "O último álbum seria voltado mais para a música eletrônica". Foi mixado pelo canadense Mike Fraser Mix Engineer. A canção "Ulysses" foi escolhida para ser o primeiro single e foi lançada em 19 de janeiro de 2009. Pouco depois, ele bateu o YouTube. Atingiu apenas a 20.ª colocação, mas saiu-se melhor na Espanha e Japão, onde alcançou a posição 2.º e de 3.º lugar, respectivamente. Ele também entrou no Top 20 da US Modern Rock Chart. O álbum, foi lançado em 26 de janeiro de 2009 e estreou em 2º lugar no UK Albums Chart e no 9º na Billboard US 200. O segundo single, No You Girls fez sucesso tanto nos gráficos de posições quanto no rádio e antes do lançamento, eventualmente atingindo o 7º lugar no Modern Rock Chart US. Foi executada por Franz Ferdinand no Top of The Pops especial. "Can't Stop Feeling" foi lançado no dia 6 de julho como o 3.º single do álbum e sobre o 28 de agosto, "What She Came For" foi lançado como single de número 4 sob a forma de um remix único. A banda tocou What She Came For no The Tonight Show com Conan O'Brien na quarta-feira, 26 de agosto de 2009.
A banda também fez um cover de Britney Spears Womanizer. Em fevereiro de 2009, o Festival de Glastonbury anunciou Franz Ferdinand como a primeira grande banda a tocar no festival do ano. A banda também anunciou uma turnê nos Estados Unidos durante a primavera, para divulgar o novo álbum. A banda foi também uma das principais atrações do Big Weekend em Swindon. Em 6 de maio de 2009 foi anunciado que o Franz Ferdinand seria a banda de abertura de um show do Green Day.
Em 1 de junho de 2009 a banda lançou o Blood: Franz Ferdinand, uma coletânea que inclui versões das músicas de Tonight: Franz Ferdinand.
Recentemente, segundo spinner.com, a banda está atualmente trabalhando em um novo álbum. A data de lançamento ainda é desconhecido no momento.[carece de fontes?]

Franz Ferdinand se apresentando em 2009.

A banda anunciou também uma turnê pela América do Sul, passando pelas cidades de Buenos Aires, Santiago, Assunção, Lima, Bogotá e Punta Cana. Já no Brasil foram escolhidas 4 cidades: Porto Alegre, Rio de Janeiro, São Paulo e Brasília (essa foi escolhida um pouco depois). A banda fez o primeiro show da sua passagem pelo Brasil em Porto Alegre, levando o público à loucura em sua apresentação, marcando a memória dos porto-alegrenses, com grandes chances de ganhar o título de Show do Ano, realizado todos os anos pela Zero Hora. Ele disse: "It's awesome been here without a gun".

### Right Thoughts, Right Words, Right Action: 2010-2014

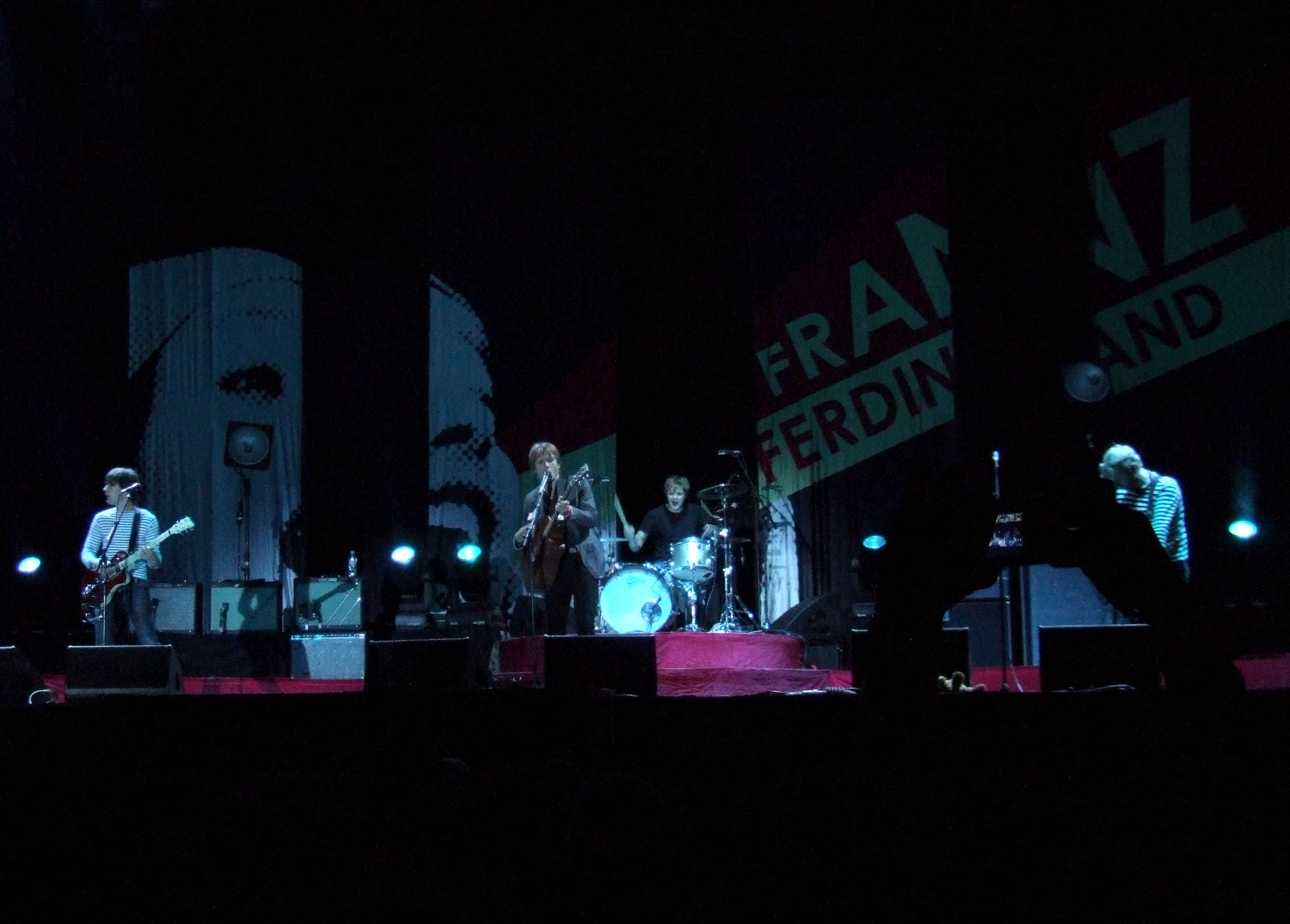
A banda tocando em Praga.

Em fevereiro de 2010, Franz anunciou que estava começando a trabalhar em um novo álbum, que foi lançado em 2012. A banda então voltou a fazer vários shows em 2012, passando por Dolans Limerick, Irlanda apresentando canções inéditas como "Right Thoughts", "Brief Encounters", "Fresh Strawberries", "Trees & Animals" e "WTICSFIFL? Midnight!". O grupo também se apresentou em São Paulo, no Parque da Independência, no 16º Cultura Inglesa Festival. Também tocou no Field Day Festival, no Victoria Park, Londres. "Scarlet Blue" uma das mais recentes vem sendo tocada desde o INmusic Festival, na Croácia. No Open'er Festival, na Polónia, a banda tocou "Universe Expanded", junto com Scarlet Blue e outros sucessos como "Take Me Out", "Walk Away" e "Do You Want To".
Desde o final de 2012, a banda já era confirmada no Lollapalooza em São Paulo. No dia 8 de fevereiro de 2013 a banda anuncia oficialmente um show em Recife dia 28 de março no Baile Perfumado.
Em 16 de maio de 2013, Franz Ferdinand oficialmente anunciaram seu quarto álbum de estúdio, intitulado Right Thoughts, Right Words, Right Action. O disco foi lançado lançamento em 26 de agosto do mesmo ano e foi um sucesso de público e crítica.

### FFScom Sparks (2014–2015)
Em 9 de março de 2015, foi anunciado que a banda se juntaria ao grupo Sparks para formar uma "super banda" chamada FFS e anunciaram um disco e uma turnê pela Europa. O álbum deles, produzido por John Congleton, um autointitulado, foi oficialmente lançado em 1 de abril de 2015. Três canções foram lançados como singles deste trabalho: "Johnny Delusional", "Call Girl", e "Police Encounters".

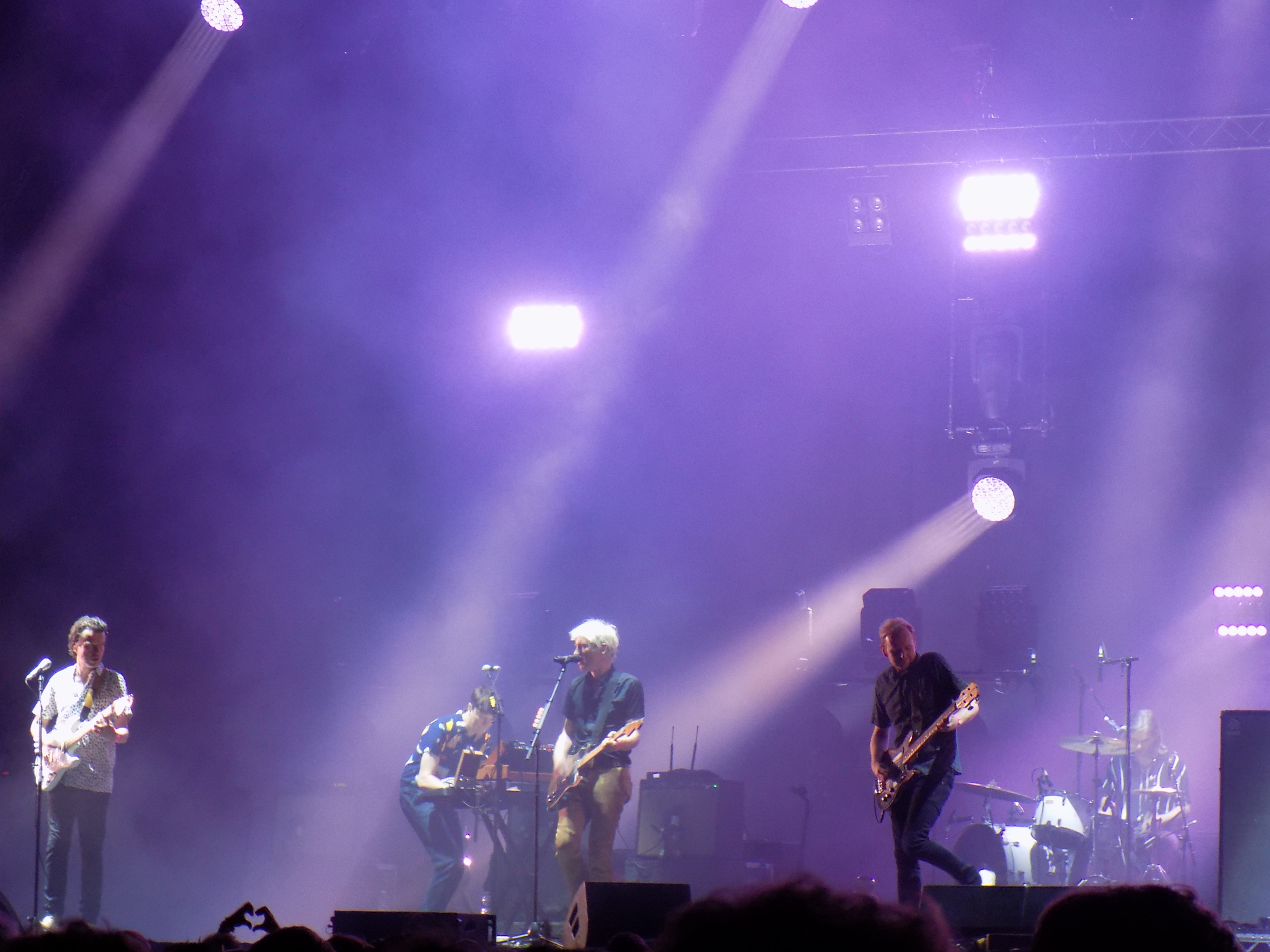
A banda se apresentando em 2017.

### Partida de Nick McCarthy e próximos trabalhos (2016–presente)
Em julho de 2016, a banda anunciou que o guitarrista Nick McCarthy não participaria mais de novas gravações e turnês do próximo álbum deles, para que ele pudesse se concentrar mais na sua família e em outros projetos musicais. O grupo, contudo, afirmou que ele poderia voltar eventualmente para novos trabalhos. Em 14 de outubro de 2016, eles lançaram a canção "Demagogue", uma música de protesto contra Donald Trump, o candidato republicano na eleição presidencial nos Estados Unidos em 2016.
Em fevereiro de 2018, a banda lançou o disco Always Ascending, seu quinto álbum de estúdio. Eles então embarcaram em uma nova turnê para promover seu novo trabalho.

## Integrantes
- Alex Kapranos - Vocais e guitarra
- Bob Hardy - Baixo
- Dino Bardot – guitarra (2017–presente)
- Julian Corrie – teclados, sintetizadores, guitarra (2017–presente)

Ex-membros
- Nick McCarthy -  Guitarra e vocal de apoio
- Paul Thomson - Bateria e vocal de apoio

## Discografia
Álbuns de estúdio
- Franz Ferdinand (2004)
- You Could Have It So Much Better (2005)
- Tonight: Franz Ferdinand (2009)
- Right Thoughts, Right Words, Right Action (2013)
- Always Ascending (2018)
- The Human Fear (2025)

Colaborações
- FFS (com a banda Sparks)